# Salar de Macadicadi

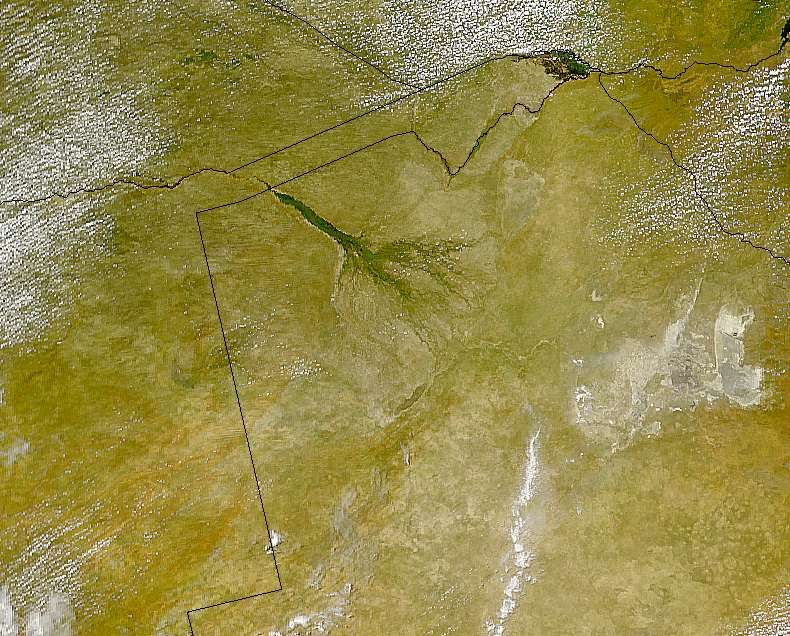
O salar de Macadicadi é claramente visível à direita do Delta do Cubango (verde-escuro em forma de vassoura) nesta imagem de satélite do Botsuana em março de 1999

O salar de Macadicadi (em tsuana: Makgadikgadi) é um salar situado no meio da savana seca do nordeste do Botsuana, sendo uma das maiores planícies salinas do mundo. A planície salina é tudo o que resta do antigo e enorme Lago Macadicadi, que já cobriu uma área maior que a Suíça, mas secou há dezenas de milhares de anos. Estudos recentes do DNA mitocondrial humano sugerem que o Homo sapiens moderno começou a evoluir nesta região há cerca de 200.000 anos, quando era uma área vasta e excepcionalmente fértil de lagos, rios, pântanos, florestas e pastagens especialmente favoráveis à habitação pela evolução de hominídeos e outros mamíferos.

## Localização e descrição
Limitada a sudeste pelo Delta do Cubango e cercada pelo deserto de Calaári, Macadicadi não é, tecnicamente, uma única planície de sal, mas sim muitas bacias com areia desértica entre elas, sendo as maiores os salares de Sua (ou Sowa), Ntwetwe, Nxai, Kudiakam, Khama Khama, Guguaga, Nkokwane, Tshitane, Ntsokotsa, Ryasana, Dzilbui e Xau.
A maior das planícies de sal, Ntwetwe, tem cerca de 4.900 km². Ntwetwe é pequeno em comparação ao salar de Uyuni, na Bolívia, que é uma salina térrea com cerca de 10.600 km², geralmente citada como a maior do mundo. Ntwetwe, por outro lado, é mais úmida. Embora Macadicadi seja uma crosta de lama salgada seca durante a maior parte do ano, os leitos do grupo de salares são sazonalmente cobertos com água e grama, sendo, portanto, um refúgio para pássaros e animais nesta parte muito árida do mundo. O clima é quente e seco, mas com chuvas anuais regulares.
A principal fonte de água dos salares é o rio Nata, chamado Amanzanyama no Zimbábue, onde nasce em Sandown, a cerca de 60 km de Bulavaio. Uma quantidade menor de água também chega a partir do Delta do Cubango, através do rio Boteti.
Estas salinas cobrem 16.000 km² na Bacia do Calaári e formam o leito do antigo Lago Macadicadi, que evaporou há muitos milénios. Escavações arqueológicas em Macadicadi revelaram a presença do homem pré-histórico, manifestada com abundantes achados de ferramentas de pedra; algumas destas ferramentas foram datadas de tempos muito antigos, anteriores à era do Homo sapiens. Os pastores conduziam seus rebanhos para cá quando a água era muito mais abundante antes, no holoceno.
O local mais baixo da bacia é o salar de Sua, com uma altitude de 890 m.